# Дарен Колисон
Дарен Мајкл Колисон (енгл. Darren Michael Collison; Ранчо Кукаманга, Калифорнија, 23. август 1987) амерички је кошаркаш. Игра на позицији плејмејкера, а тренутно наступа за Саут Беј лејкерсе. Њу Орлеанс хорнетси су га изабрали као 21. пика на НБА драфту 2009. године.

## Колеџ
Колисон је студирао на Универзитету Калифорније у Лос Анђелесу. Био је резерва Џордану Фармару током сезоне 2005/06, док је следеће сезоне прузео место стартног плеја. У својој последњој години на универзитету постизао је просечно 14,4 поена, 4,7 асистенција и 1,6 украдених лопти. Водио је у својој конференцији по проценту слободних бацања, а био је трећи у асистенцијама и украденим лоптама.

## НБА
Од Колисона се очекивало да буде један од најбољих плејмејкера на НБА драфту 2009. године који долази са УКЛА. Као 21. пика прве рунде изабрали су га Њу Орлеанс хорнетси. У својој првој сезони уврштен је у петорку најбољих новајлија године. Дана 11. августа 2010. трејдован је у Индијана пејсерсе. У првој сезони у Пејсерсима био је стартер на свих 79 утакмица регуларне сезоне, а бележио је просечно 13,2 поена и 5,1 аситенција. У другој сезони имао је мало слабије бројке, бележио је 10,3 поена и 4,8 асистенције. Дана 12. јула 2012. Колисон је заједно са Дантејом Џоунсом мењан у Далас мавериксе за Јана Маинмија.

## Успеси

### Појединачни
- Идеални тим новајлија НБА — прва постава: 2009/10.